# Pinsdorf
Pinsdorf ist eine Gemeinde in Oberösterreich im Bezirk Gmunden im Traunviertel mit 4381 Einwohnern (Stand 1. Jänner 2024).

## Geografie
Pinsdorf liegt auf 493 m Höhe unmittelbar bei Gmunden (Schloss Ort) im oberösterreichischen Salzkammergut. Die Ausdehnung beträgt von Nord nach Süd 5,9 km, von West nach Ost 5,2 km. Die Gesamtfläche beträgt 12,4 km². 43,5 % der Fläche sind bewaldet, 45,2 % der Fläche sind landwirtschaftlich genutzt.

### Gemeindegliederung
Das Gemeindegebiet umfasst folgende 10 Ortschaften (in Klammern Einwohnerzahl Stand 1. Jänner 2024):
- Buchen (461)
- Großkufhaus (595)
- Innergrub (228)
- Moos (179)
- Neuhofen (191)
- Pinsdorf (1578)
- Pinsdorfberg (151)
- Steinbichl (246)
- Wiesen (653)
- Wolfsgrub (99)

Die Gemeinde liegt im Gerichtsbezirk Gmunden.

### Nachbargemeinden
An Pinsdorf grenzen die Gemeinden Gmunden, Ohlsdorf, Regau, Aurach am Hongar und Altmünster. Mit der Grenze zu Aurach am Hongar sowie zu Regau grenzt Pinsdorf an den Bezirk Vöcklabruck.
| Regau  |                                             | Ohlsdorf |
| Aurach | Kompassrose, die auf Nachbargemeinden zeigt |          |
|        | Altmünster                                  | Gmunden  |

### Berge
In Pinsdorf gibt es mehrere kleine Berge: den Pinsdorfberg (728 m), den Kronberg (815 m) und die Hohe Luft (917 m). Der Vöcklaberg (660 m) und der Hongar (943 m) liegen auf Pinsdorfer Gebiet, ihre Gipfel befinden sich aber auf dem Gebiet der Gemeinden Regau und Aurach am Hongar.

### Gewässer
Die Aurach fließt durch die Pinsdorfer Ortsteile Großkufhaus und Wiesen.

## Geschichte
Ursprünglich im Ostteil des Herzogtums Bayern liegend, wurde der Ort 1254 erstmals namentlich erwähnt und gehörte damals schon zum Herzogtum Österreich. Seit 1490 wird er dem Teilfürstentum 'Österreich ob der Enns’ zugerechnet. Im November 1626 kam es zur Schlacht um Pinsdorf (siehe dazu Oberösterreichischer Bauernkrieg). Der Bauernhügel, ein Grabhügel mit Gedenkstein, der sich im Ortsteil Neuhofen befindet, erinnert noch heute an die schrecklichen Ereignisse jener Tage. Während der Napoleonischen Kriege war der Ort mehrfach besetzt. 
Unter Joseph II entstand hier die Steuergemeinde Pinsdorf. Bei Schaffung der Ortsgemeinden nach 1848/49 und Aufhebung der Grundherrschaft wurde Pinsdorf 1851 Teil der Gemeinde Ort[h]. Diese wurde aber 1861 schon wieder aufgelöst und kam teilweise zur neu geschaffenen Gemeinde Altmünster, die Katastralgemeinden Pinsdorf und Kufhaus bildeten die per 18. November 1861 neue geschaffene Gemeinde Pinsdorf.
Seit 1918 gehört der Ort zum Bundesland Oberösterreich. Nach dem Anschluss Österreichs an das Deutsche Reich am 13. März 1938 gehörte der Ort zum „Gau Oberdonau“. Nach 1945 erfolgte die Wiederherstellung Oberösterreichs.

### Einwohnerentwicklung
Die Gemeinde hatte 3.441 Einwohner bei der letzten Volkszählung im Jahr 2001, am 1. Jänner 2016 zählte man 3.821 Einwohner. Seit den 1950er Jahren erhöhte sich die Bevölkerungszahl stärker als im Bezirk Gmunden und in Oberösterreich.
Die Einwohner Pinsdorfs sind gegenüber dem Bundesländerschnitt ziemlich ident. So sind in Pinsdorf 17,7 % der Einwohner jünger als 15 Jahre (Oberösterreich: 18,2 %) und 62,8 % zwischen 15 und 59 Jahre alt (OÖ: 61,6 %). Der Anteil der Einwohner mit mehr als 59 Jahren ist 19,4 % (OÖ: 20,2 %) hoch.
93,9 % der Bevölkerung besitzen die österreichische Staatsbürgerschaft, 0,8 % sind weitere EU-Staatsbürger, 5,2 % andere Ausländer. Den stärksten Ausländeranteil stellten im Jahr 2001 Bürger von Bosnien-Herzegowina (1,1 %) und der ehemaligen Bundesrepublik Jugoslawien (3,1 %), gefolgt von Deutschen (0,7 %) und Türken (0,3 %).
Zur römisch-katholischen Kirche bekannten sich 2001 80,5 % der Einwohner. Des Weiteren befindet sich in Gmunden eine größere evangelische Gemeinde, der sich 3,7 % der Bevölkerung zugehörig fühlen. 1,1 % der Bevölkerung sind islamischen Glaubens und 3,7 % orthodox. 7,4 % sind ohne religiöses Bekenntnis.
In Pinsdorf gibt es 1040 Gebäude, davon 902 Wohngebäude, in welchen sich 1561 Wohnungen befinden. (Gebäude- und Wohnungsstättenzählung 15. Mai 2001)
Es sind 3447 Hauptwohnsitze angemeldet und 119 Nebenwohnsitze.

## Kultur und Sehenswürdigkeiten

### Katholische Pfarrkirche zum Heiligen Matthäus
Geschichte der Kirche

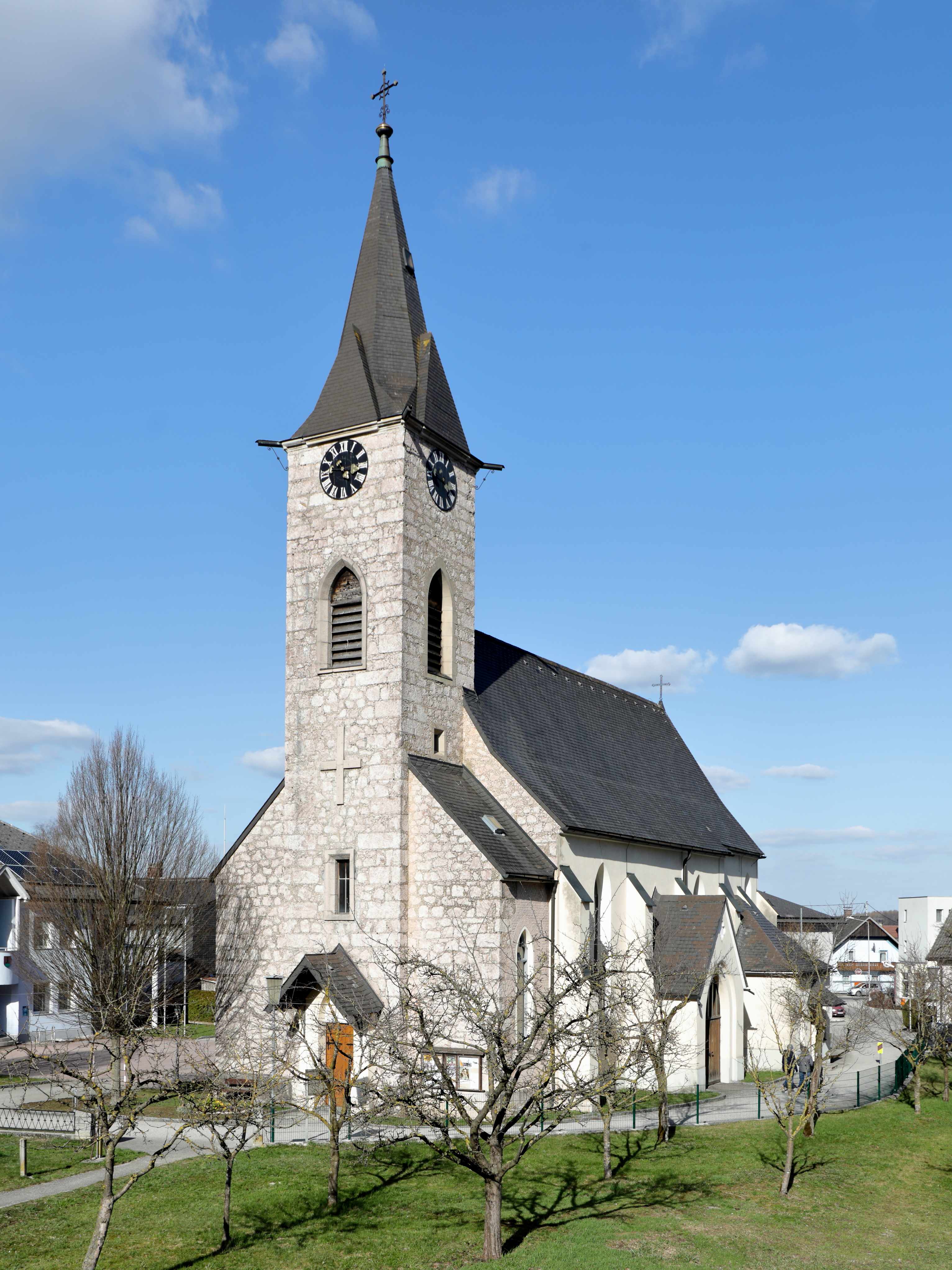
Pfarrkirche hl. Matthias

Die Legende berichtet, dass die Kirche ursprünglich an einem anderen Standort erbaut werden sollte. Die Zugochsen, die das Baumaterial brachten, blieben aber nicht an dem vorgesehenen Bauplatz stehen, sondern gingen dorthin, wo heute die Kirche steht.
Seit wann in Pinsdorf eine Kirche steht, kann nicht mehr genau festgestellt werden. Eine Altarweihe am 10. Mai 1457 deutet auf den Neubau einer Kirche in diesem Jahr hin. Dafür spricht auch das spätgotische Netzrippengewölbe im Chorraum. Sicher besteht sie jedenfalls seit dem Jahr 1494. Konkrete Daten zum Kirchengebäude tauchen erst 1753 auf, als das Turmdach erneuert wurde.
Auf Grund schwerwiegender Bauschäden, die während des Turmbaus 1890/91 entdeckt worden waren, wurde 1892 bis 1893 aus dem geplanten Umbau der Kirche fast ein Neubau. Die Seitenwände wurden neu aufgeführt, um im Inneren mehr Platz zu bekommen. Der platte Plafond des Kirchenschiffs wurde durch einen neuen gewölbten ersetzt. Der Chorraum und das marmorne Kirchenportal blieben erhalten.
Das heutige Erscheinungsbild des Innenraumes wurde durch die Umgestaltung 1976/77 erreicht.
Innenausstattung
Im Altarraum ist die Darstellung der Hl. Dreifaltigkeit zu sehen, links die Figur Gott-Vater, die noch aus dem alten barocken Hochaltar stammt, in der Mitte ein Kruzifix, eine Schwanthaler-Kopie des Bildhauers Fritz Litzlbauer aus Neukirchen/Wald, und rechts Gott-Heiliger Geist in der Gestalt einer Taube mit Strahlenkranz ebenso aus der Werkstatt des Bildhauers Litzlbauer.
Der Volksaltar wurde 1982 errichtet. Die Marmorplatte stammt aus dem aufgelassenen Stift Garsten.
Nach einem Entwurf von Br. Bernhard Schmid OSB aus dem Stift Seckau wurde der Tabernakel in der dortigen Goldschmiede angefertigt und am 26. März 1997 aufgestellt. Dieser stellt die 15. Kreuzwegstation dar: Thomas begegnet dem Auferstandenen, der Mensch als ein Suchender, Zweifelnder und Glaubender ist von Gott gehalten.
Die im Altarraum angebrachten Kreuzwegbilder stammen noch von der neugotischen Kircheneinrichtung, gefasst in neuen Rahmen.
Beim Marienaltar in der linken Seitennische wurde 2003 die Statue des Hl. Antonius, die aus einer Gmundner Werkstatt um 1900 stammt, nach der Restaurierung wieder angebracht. Der Altar selbst stammt aus der alten neugotischen Kircheneinrichtung um 1900. Die Madonna aus Lourdes wurde später ergänzt.
Im Stiegenaufgang zum Chor befindet sich ein Kirchenfenster aus dem 19. Jahrhundert, das den Kirchenpatron, den Heiligen Matthäus, darstellt.
Die Orgel wurde 1983 eingeweiht und stammt aus der Werkstatt des Linzer Orgelbauers Bruno Riedl, mit 16 Registern, verteilt auf Hauptwerk, Rückpositiv und Pedal, und 1098 Pfeifen aus Holz und Zinnlegierung. Das Gehäuse wurde vom Orgelbaumeister und dem diözesanen Kunstreferat geplant.
Die neuen Kirchenfenster stammen von Prof. Rudolf Kolbitsch, angefertigt wurden sie 1975/1976 in der Glaswerkstätte des Stiftes Schlierbach. Sie stellen die Gegenwart Gottes im brennenden Dornbusch dar (Exodus3). Gott ist der „Ich-bin-da“, der mit uns Menschen durch die Zeit geht.
Die Botschaft von Jesus Christus wird durch 4 Kirchenglocken in den Ort hinausgetragen, wobei die älteste, das „Zügenglöcklein“ (74 cm Durchmesser), aus dem Jahr 1903 stammt. Nach den Wirren der beiden Weltkriege wurden die neuen Glocken 1950 geweiht, die Kriegerglocke zu Ehren des hl. Josefs und des hl. Florians, die Marienglocke und die Matthäusglocke. Eine Generalsanierung fand im Jahr 2002 statt, dabei erfolgte eine Umstellung auf ein elektronisches Läutewerk. Nur das Uhrwerk blieb in seiner Ursprünglichkeit erhalten. Es befindet sich im Glockenturm und ist ca. 110 Jahre alt.
2009 wurde die Kirchenheizung auf eine umweltfreundliche Infrarotbankheizung umgestellt. 2010 wurde eine induktive Lautsprecheranlage installiert, damit Menschen mit Gehörbeeinträchtigung rauschfrei am Gottesdienst teilnehmen können.
Seit. 1. September 2001 sind für die Seelsorge ein Pfarrmoderator und der Pfarrassistent Gerhard Pumberger gemeinsam mit dem Pfarrgemeinderat verantwortlich.

### Neuapostolische Kirche
Die neuapostolische Kirche in Pinsdorf wurde 1990 eingeweiht. Der sehr moderne Baustil überrascht so manchen, der hinter diesem Bau keine Kirche vermutet.

### Der Bauernhügel

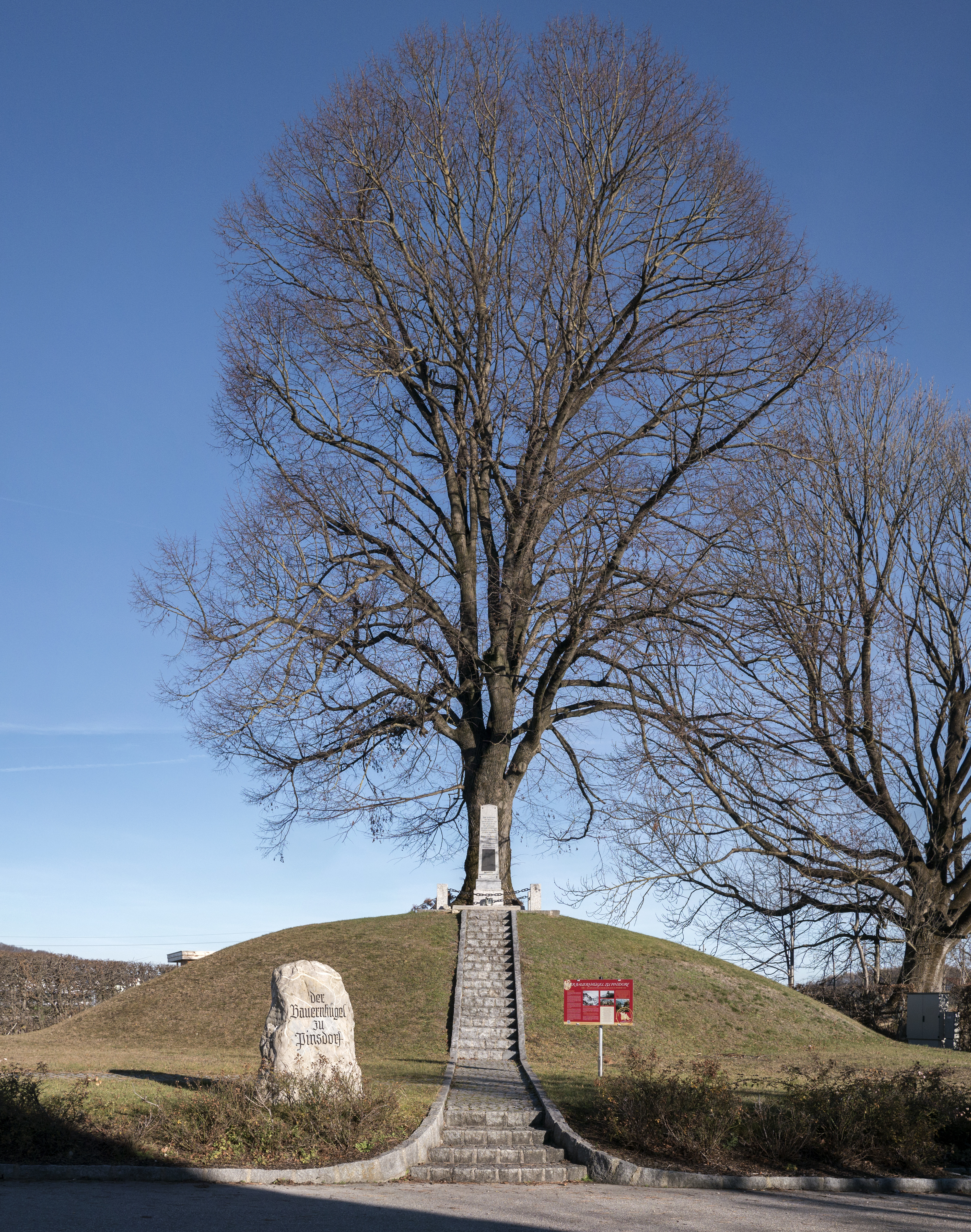
Der Bauernhügel

Der Bauernhügel , der auch für das Wappen von Pinsdorf Motiv stand, gilt als die größte Sehenswürdigkeit in Pinsdorf. Eher unscheinbar neben einer Straße gelegen, lässt es einen doch etwas erschaudern, wenn man die Inschrift der Tafel auf dem Obelisk liest:
Im Bauernaufstand 1626 erhoben die oberösterreichischen Bauern unter ihrem Anführer Oberhauptmann Stephan Fadinger gegen die bairische Herrschaft, und um die Freiheit ihres evangelischen Glaubens durchzusetzen. Am 15. November 1626 kommt es zur „Schlacht bei Gmunden“, wo die Bauern unter der Führung des Studenten Casparus den Kaiserlichen und den vom Statthalter Herbersdorf angeforderten bairischen Truppen unter General Pappenheim gegenüberstanden. Im ersten Ansturm schlagen die Bauern vom Schanzengraben im „Bira-Lah“ (Buchen) aus die kaiserlichen Truppen, bis hinter die Stadtmauern Gmundens in die Flucht, während auf der nordwestlichen Seite die Pappenheimer angreifen und die Bauern nach erbitterter Gegenwehr, dem Druck nicht mehr standhaltend, den Kampf verlieren.
Nach Berichten sind hier an die 2000 Bauern gefallen, auf offenem Felde zusammengelegt und mit Erdreich der Umgebung zugeschüttet. Auf der rasenbedeckten Kuppe wurde 1883 vom Privaten J.E. Forstinger in Gmunden der Gedenkstein errichtet.
Zum Gedächtnis der Bauern, welche am 15. November 1626 von Pappenheim geschlagen und unter diesem Hügel begraben sind.

### Musik
Der Musikverein Pinsdorf umfasst 55 Mitglieder. 2008 feierte der Musikverein sein 120-jähriges Bestehen.

Weiters gibt es auch die Pinsdorfer Weisenbläser, die schon einige Male im Österreichischen Fernsehen (ORF) zu sehen waren.

## Wirtschaft und Infrastruktur
In Pinsdorf gibt es 128 Betriebe mit insgesamt 993 Beschäftigten. Ein Betrieb rangiert in der Kategorie mit 100–199 Beschäftigten, sechs Betriebe beschäftigen zwischen 20 und 99 Arbeitnehmer.

### Land- und Forstwirtschaft
1999 gab es 65 land- und forstwirtschaftliche Betriebe, die 472 ha Flächen betreuten. Ihre Anzahl hatte sich seit 1995 um 28 verringert (−30,1 Prozent; im Bezirk Gmunden und Oberösterreich nur um −16,2 bzw. −17,0 Prozent).

### Verkehr

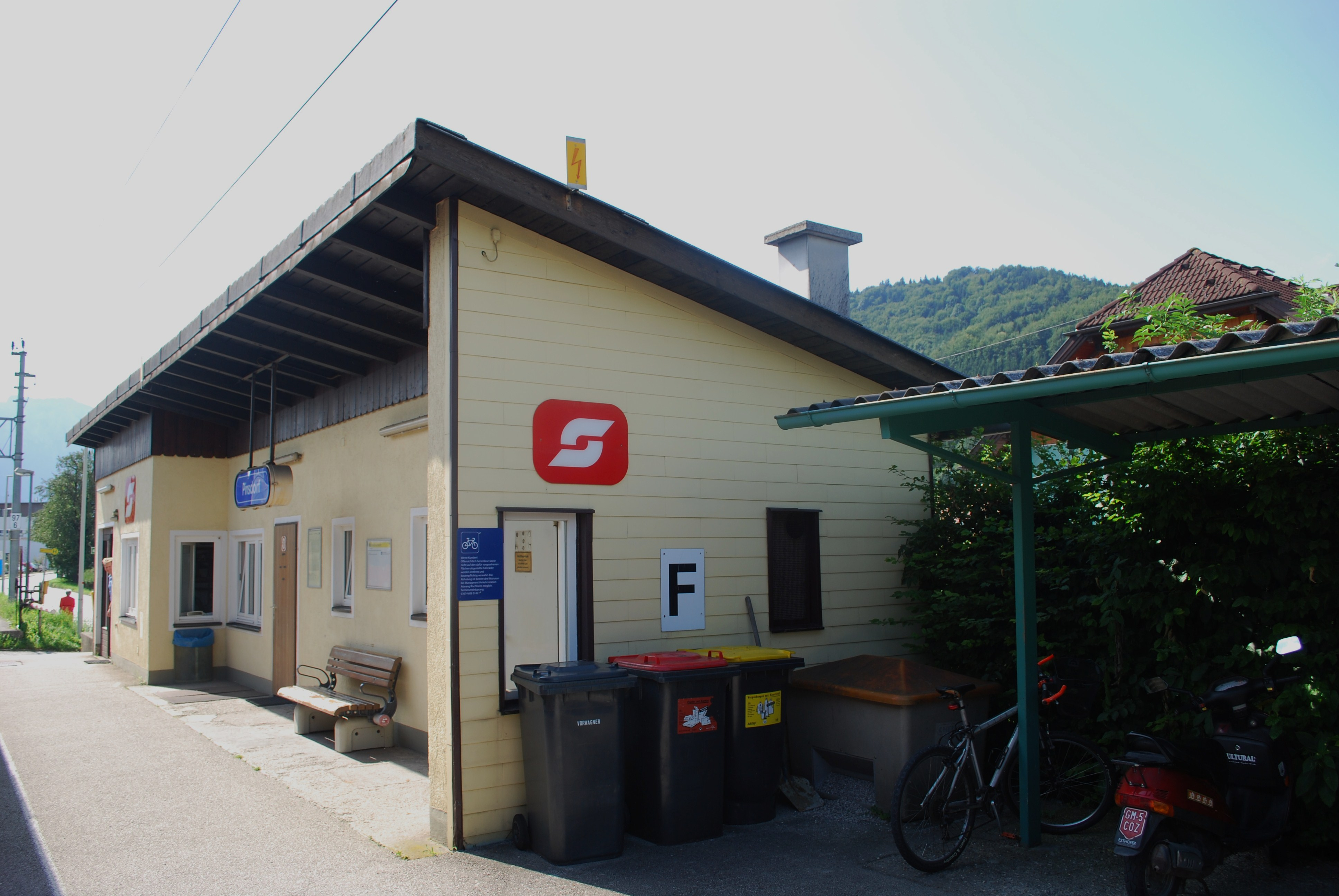
Bahnhaltestelle Pinsdorf vor dem Abriss und Neubau

Pinsdorf ist durch eine Haltestelle der Salzkammergutbahn von Stainach-Irdning nach Attnang-Puchheim an das Schienennetz angebunden. Der öffentliche Verkehr in Pinsdorf wird durch Busse der Postbus AG und Sklona abgedeckt. Das Traunstein-Taxi verbindet Pinsdorf auf Abruf in einem stündlichen Fahrplan mit Gmunden.

## Politik
Der Gemeinderat hat 25 Mitglieder.
- Mit den Gemeinderats- und Bürgermeisterwahlen in Oberösterreich 2003 hatte der Gemeinderat folgende Verteilung: 14 SPÖ, 9 ÖVP und 2 FPÖ.
- Mit den Gemeinderats- und Bürgermeisterwahlen in Oberösterreich 2009 hatte der Gemeinderat folgende Verteilung: 12 SPÖ, 8 ÖVP und 5 FPÖ.
- Mit den Gemeinderats- und Bürgermeisterwahlen in Oberösterreich 2015 hatte der Gemeinderat folgende Verteilung: 11 FPÖ, 9 SPÖ und 5 ÖVP.
- Mit den Gemeinderats- und Bürgermeisterwahlen in Oberösterreich 2021 hat der Gemeinderat folgende Verteilung: 9 SPÖ, 6 FPÖ, 5 ÖVP, 4 GRÜNE und 1 MFG.[8][9]

### Bürgermeister
- bis 2021 Dieter Helms (SPÖ)
- seit 2021 Jürgen Berchtaler (SPÖ)

### Wappen
Offizielle Beschreibung des 1976 verliehenen Gemeindewappens: In Rot auf grünem Hügel ein silberner Denkmalsockel mit zwei Ecksteinen, die durch eine schwarze Kette verbunden sind; auf dem Sockel ein silberner Obelisk mit einer schwarzen Tafel. Die Gemeindefarben sind Grün-Weiß.
Das im Wappen vereinfacht dargestellte Denkmal erinnert an die am 15. November 1626 auf den Feldern zwischen Pinsdorf und Buchen erfolgte letzte große Schlacht des oberösterreichischen Bauernkrieges, in der etwa 6.000 Bauern von den vereinigten kurfürstlich-bayerischen und kaiserlich-österreichischen Soldaten unter General Pappenheim und Obrist Löbl vernichtend geschlagen wurden. Der Hügel, auf dem im Jahre 1883 der von Johann Ev. Forstinger, Gmunden, gestiftete Gedenkstein errichtet wurde, birgt als Massengrab einen Teil der ungefähr 2000 gefallenen Bauern. Die gesamte Anlage wurde in den Jahren 1949 bis 1951 im Auftrage des Bauernkriegdenkmalkomitees gründlich restauriert.

### Gemeindepartnerschaften
- seit Jahr?  Altdorf, (Deutschland)

## Persönlichkeiten

### Söhne und Töchter der Gemeinde
- Karl Fallend (* 1956), Sozialpsychologe